# کلوبتازول پروپیونات
کلوبتازول (به انگلیسی: Clobetasol)
رده درمانی: داروهای کورتیکواستروئید
اشکال دارویی: پماد
مکانیسم اثر: جایگزینی کورتیکواستروئیدها

## موارد مصرف
حساسیت تماسی پوست، درمان کوتاه مدت التهاب و خارش پوست ناشی از نیش حشرات، سوختگیهای خفیف مانند آفتاب سوختگی، درماتیت آتوپیک، درماتیت تماسی، درماتیت سبوره ای، درماتوز التهابی، اگزما، پسوریازیس و ....

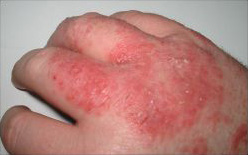
اگزما

## عوارض جانبی
- پوکی استخوان
- آکنه یا جوش
- آلرژی در لایه سطحی پوست
- احساس سوزش
- ترک روی پوست
- نشانگان کوشینگ
- سرگیجه
- خشکی
- قرمزی پوست (اریتم)
- آب سیاه
- فولیکولیت (التهاب پوستی)
- رشد موی زاید (سندرم آرمبارز)
- کمبود ملانوسیت یا ملانین (هیپو پیگمنتیشن)
- خارش
- سوزش
- دانه های قرمز سطح پوست
- بی حسی در انگشتان
- آماس در اطراف دهان
- عفونت های ثانویه
- کچلی موضعی[۱]